# Witchhunt Records
Witchhunt Records war ein Schweizer Musiklabel mit Sitz in Zürich. Es wurde 1990 von Peter Jäger gegründet und bestand bis 2010. Die Bands, die das Label vertrat, gehörten hauptsächlich dem Death- und Doom-Metal-Bereich an.
Die Idee von General Torquemado’s Releases war es, die in den Anfang 1990er Jahren aufkommenden Gothic-Metal- und Dark-Wave-Bands in einem separaten Label zu konzentrieren und zu fördern.

## Diskografie

### Witchhunt Records
- WIHU 9001 Various Artists "Believe in Church and Agonize" LP
- WIHU 9102 Phlegethon "Fresco Lungs" EP 12"
- WIHU 9103 Sinister "Putrefying Remains / Spiritual Immolation" EP 7"
- WIHU 9204 Various Artists "Annihilation of the Antichrist" LP
- WIHU 9205 Anathema "They Die / Crestfallen" EP 7"
- WIHU 9207 Bluuurgh..."In My Embrace" CD / LP
- WIHU 9208 Phlegethon "Fresco Lungs" CD
- WIHU 9309 Vomitory "Moribund / Dark Grey Epoch" EP 7"
- WIHU 9310 Vibrion "Erradicated Life" EP 7"
- WIHU 9311 Celestial Season "Flowerskin" EP 7"
- WIHU 9312 Decoryah "Ebonies" EP 7"
- WIHU 9313 Sadness "Ames de Marbre" CD
- WIHU 9314 Inner Thought "Worldly Separation" CD
- WIHU 9415 Mysthical "Dusk of the Myth" EP 7"
- WIHU 9416 Decoryah "Wisdom Floats" CD
- WIHU 9417 Paramaecium "Exhumed of the Earth" CD
- WIHU 9418 Belial "3" CD
- WIHU 9519 Placenta "Atomic Sterilization" CD
- WIHU 9520 Elbereth "...And Other Reasons" CD
- WIHU 9521 Inner Thought "Perspectives" CD
- WIHU 9622 Amon "Shemhamforash" CD
- WIHU 9623 Azag Thoth "Reign Supreme" CD
- WIHU 9624 Chiva "Oracle morte" CD
- WIHU 9625 Lacrimas Profundere "La naissance d'un reve" CD

### General Torquemado's Releases
- GIT 001 Xerxes "Beyond my Imagination" CD
- GIT 002 Mayfair "Behind" CD
- GIT 003 Die Verbannten Kinder Eva's "same" CD
- GIT 004 Dark Reality "Blossom of Mourning" CD
- GIT 005 Welten Brand "Das Rabenland" CD
- GIT 006 Dark Reality "Oh Precious Haze Pervade the Pain" CD

### Weitere
- Plasma 111  Placenta "Same" EP 7" (Co-operation mit ectoplasma records)
- WIHU 666    Inner Thought "Disorder of Battles" EP 7" (Promo EP)